# Chat Cros
Der Chat Cros ist ein Fluss in Frankreich, der im Département Creuse in der Region Nouvelle-Aquitaine verläuft. Er entspringt beim Weiler La Nouzière, im südlichen Gemeindegebiet von Arfeuille-Châtain, entwässert generell in nördlicher Richtung und mündet nach rund 24 Kilometern im Gemeindegebiet von Évaux-les-Bains als rechter Nebenfluss in die Tardes.

## Orte am Fluss
(Reihenfolge in Fließrichtung)
- La Nouzière, Gemeinde Arfeuille-Châtain
- Cheix, Gemeinde Rougnat
- Le Montel la Tour, Gemeinde Arfeuille-Châtain
- Tourton Joubert, Gemeinde Reterre
- Villecherine, Gemeinde Reterre
- Frégereix, Gemeinde Reterre
- Le Cros, Gemeinde Sannat
- Saint-Julien-la-Genête
- Bord la Roche, Gemeinde Évaux-les-Bains